# Vathy, Chalkis
Vathy  este un oraș în Grecia.